# Zlast
Zlast je lijeva pritoka rijeke Amaradia u županiji Gorj, u Rumunjskoj. Ulijeva se u Amaradiju blizu njenog ušća u Jiu, kod Iași-Gorja. Duljina joj je 18 km, a površina porječja 100 km2.